# اتوتیون
اتوتیون (به انگلیسی: Auto-Tune) یا خودتیون یا خودکوک یک پردازنده صوتی است که در سال ۱۹۹۷ توسط شرکت آمریکایی آنتری آدیو تکنولوژی معرفی شد.این دستگاه از یک افزاره اختصاصی برای اندازه‌گیری و تغییر زیر و بم در ضبط و اجراهای موسیقی آوازی و ابزاری استفاده می‌کند.

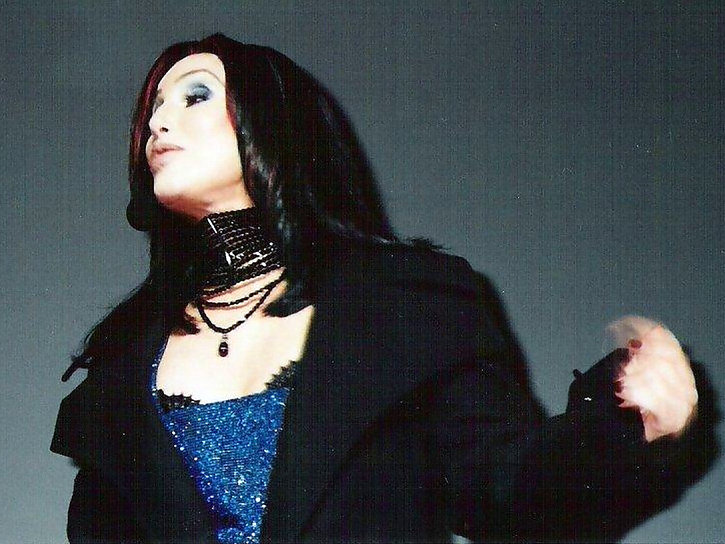
خواننده آمریکایی شر (تصویر درسال ۱۹۹۸) با تک‌آهنگ خود «باور» در سال ۱۹۹۸ اتوتیون را محبوب کرد.

اتوتیون در ابتدا برای پنهان کردن یا تصحیح نادرستی‌های ناموزون در نظر گرفته شده بود و به آهنگ‌های آوازی اجازه می‌داد کاملاً کوک شوند. آهنگ «باور» چِر در سال ۱۹۹۸ فنّ استفاده از اتوتیون را برای تحریف صداها رایج کرد. در سال ۲۰۱۸، سایمون رینولدز، منتقد موسیقی مشاهده کرد که اتوتیون «موسیقی عامه پسند را دگرگون کرده است» و استفاده از آن را برای افکت‌ها «مدی که محو نمی‌شود» می‌خواند. استفاده از آن اکنون بیش از هر زمان دیگری جا افتاده است.
اتوتیون در نقش خود در تحریف صداها بر اساس اصول متفاوتی از آوارمزگذار (به انگلیسی: vocoder) یا جعبه گفتگو عمل می‌کند و نتایج متفاوتی را تولید می‌کند.

## عملکرد

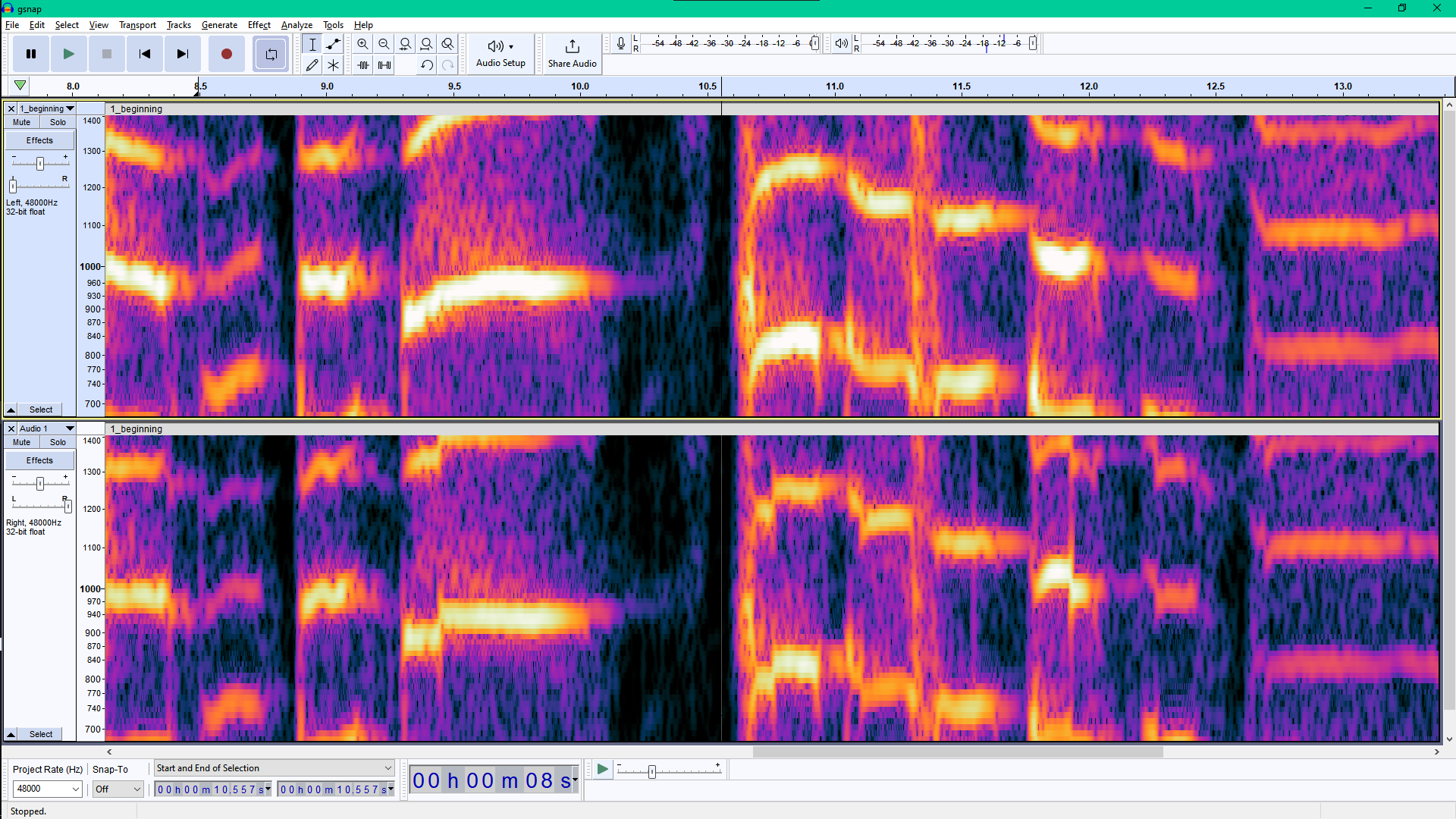
تصویری از اودسیتی که طیف‌نگاری‌های یک کلیپ صوتی را با سرش (قطعه بالایی) و همان کلیپ را پس از اعمال تصحیح گام نشان می‌دهد که فرکانس‌هایی را که به مقادیر گسسته مهار شده‌اند (قطعه پایین) نشان می‌دهد.

خودتیون به‌عنوان یک افزونه برای محیط‌های‌کاری صوتی دیجیتال که در تنظیمات استودیویی استفاده می‌شوند و به‌عنوان یک واحد مستقل قفسه‌نصبی برای پردازش اجرای زنده موجود است. پردازنده کمی زیر و بمی‌ها را به نزدیک‌ترین نیم‌پرده درست و صحیح (به گام دقیقِ نزدیک‌ترین نُت در اعتدال مساوی سنتی) جابجا می‌کند. اتوتیون همچنین می‌تواند به‌عنوان اثری برای اعوجاج صدای انسان در هنگام افزایش یا کاهش گام به‌طورقابل‌توجه استفاده شود، به طوری که صدا مانند سینت‌سایزر به‌صورت پلکانی از نتی به نت دیگر جهش می‌کند.
اتوتیون به تجهیزات استاندارد در استودیوهای ضبط حرفه ای تبدیل شده است. سازهایی مانند گیتار پیوی AT-200 به‌طور یکپارچه از فناوری خودتیون برای تصحیح آهنگ در زمان-واقعی استفاده می‌کنند.